# Strömsholmen, Norrköping

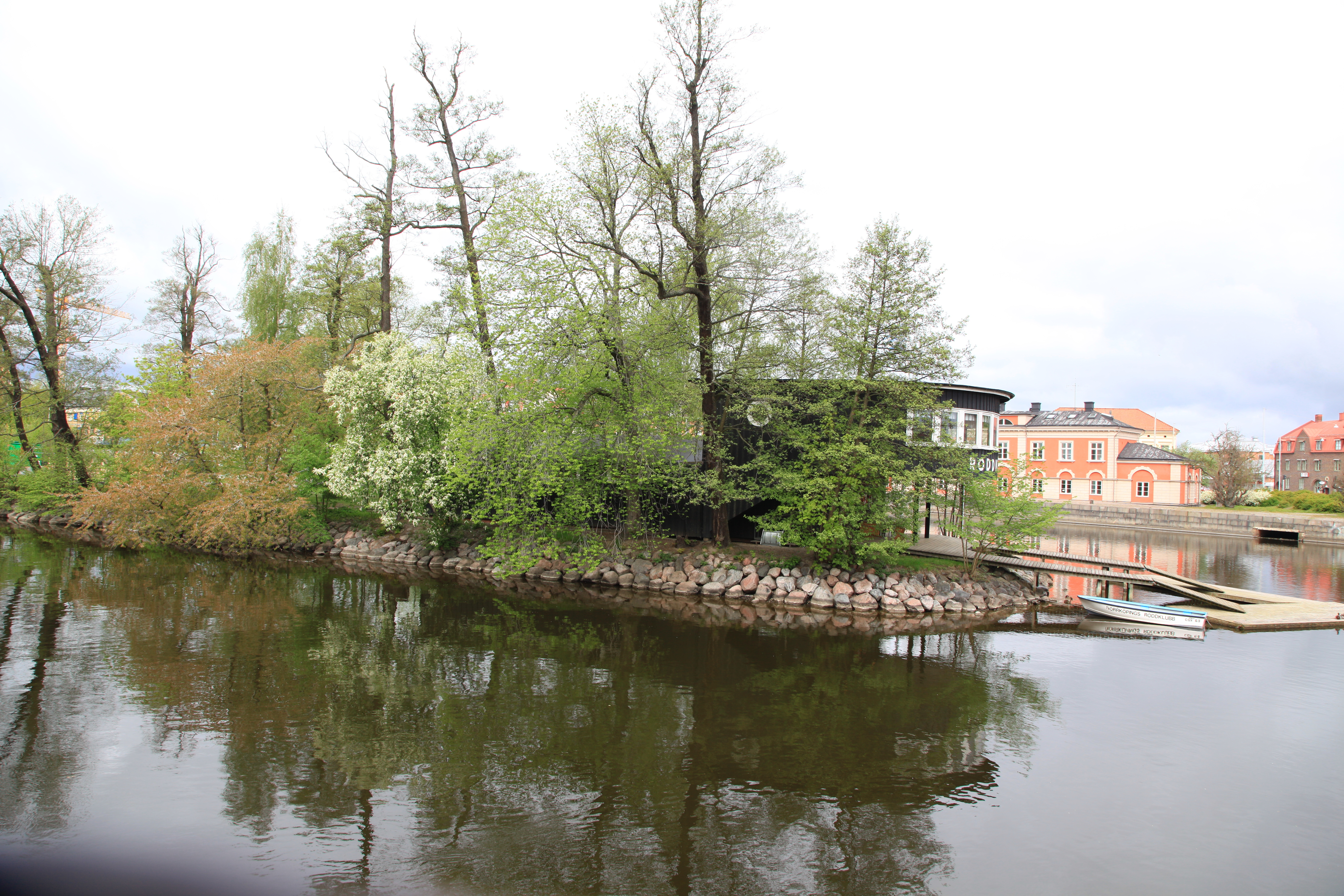
Strömsholmen, med Gamla tullhuset, Norrköping i Saltängen i bakgrunden

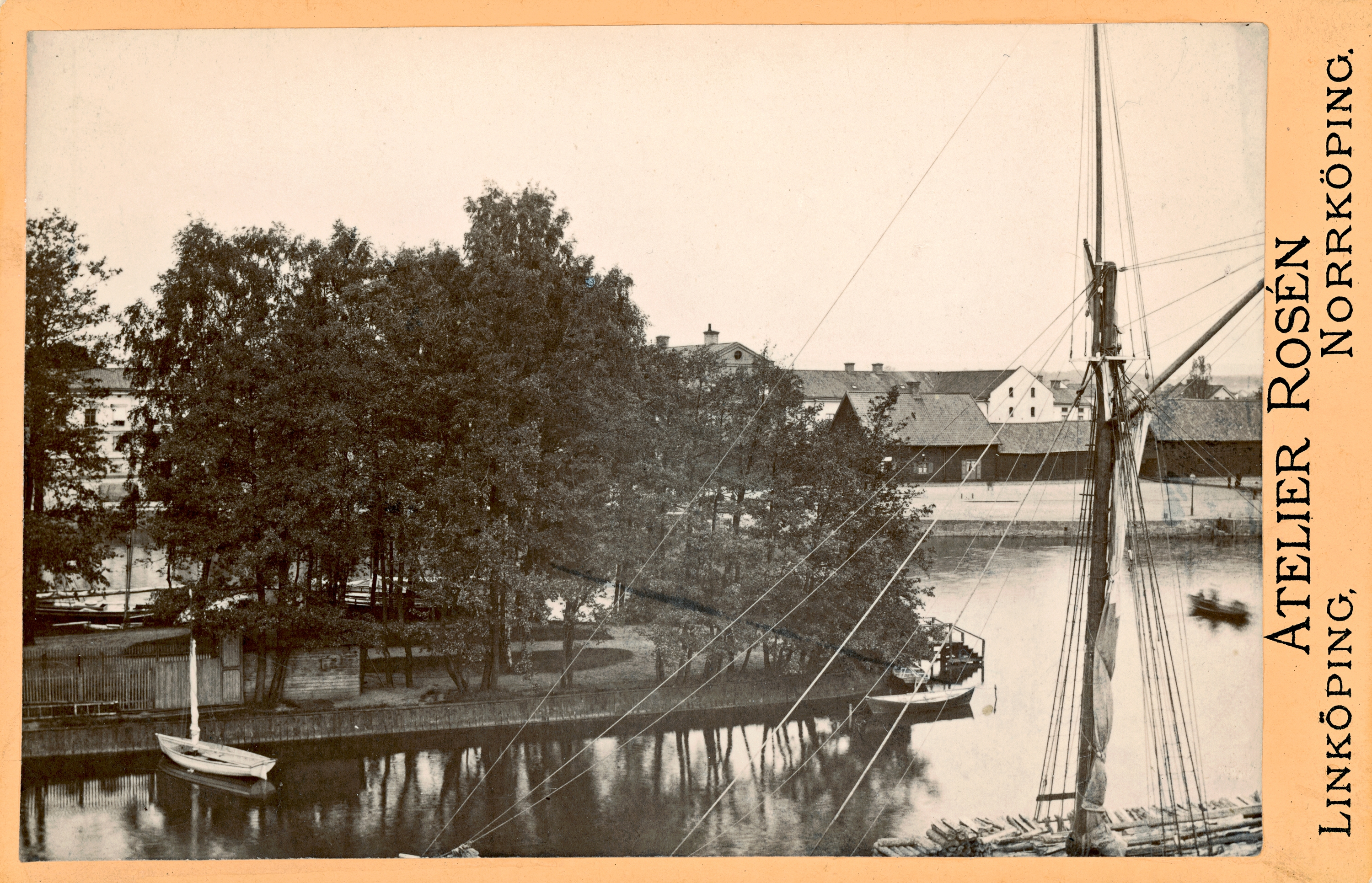
Östra Strömsholmen med Kanontorget i bakgrunden, före 1932

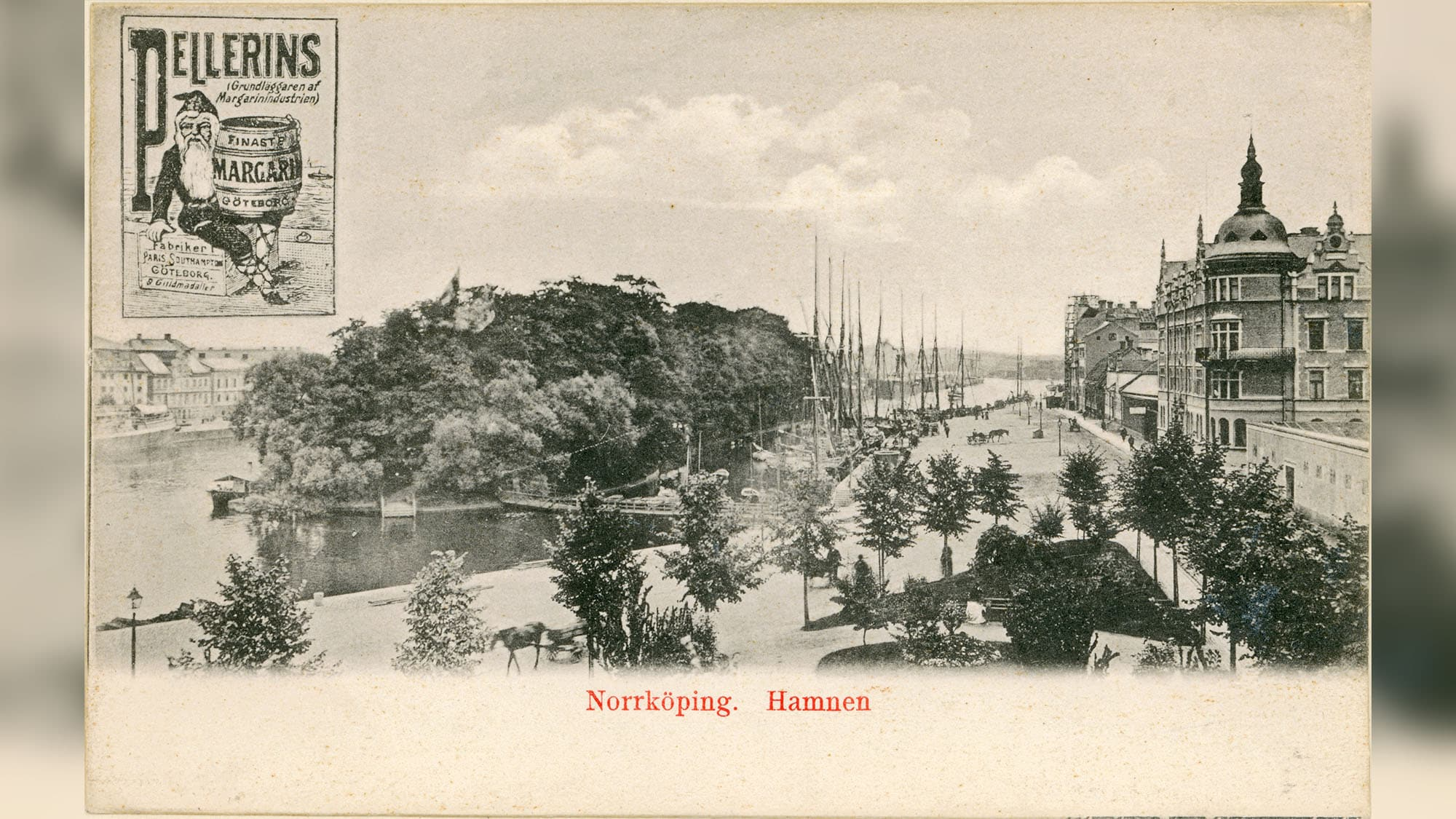
Fleminggatan och Strömsholmen, 1890-talet

Strömsholmen är en 200 meter lång ö i Motala ström i den tidigare Norrköpings inre hamn och var tidigare även namnet på en på denna ö belägen fashionabel sommarrestaurang, vilken under vintersäsongerna förvandlades till kafé och danssalong. Till husbanden på stället hörde orkestern Globes. I Restaurangen brann ned 1939. Idag är Roddklubbens hus den enda kvarvarande byggnaden.
År 2008 invigdes Tullhusbron mellan Strömsholmen och Saltängen.